# Stratford, Oklahoma
Stratford är en ort i Garvin County i delstaten Oklahoma, USA.